# Osvaldas
Osvaldas ist ein litauischer männlicher Vorname, abgeleitet von Oswald. 

## Personen
- Osvaldas Čiukšys (* 1966), Diplomat und Politiker, Botschafter, stellvertretender Wirtschaftsminister,   stellvertretender Außenminister
- Osvaldas Šarmavičius (* 1955), Politiker, Bürgermeister der Rajongemeinde Šilalė